# Equipol·lència
En geometria euclidiana, l'equipol·lència és una relació homogènia entre dos segments lineals orientats que tenen la mateixa llargada i orientació. Dos segments equipol·lents son paral·lels però no necessàriament co-lineals ni superposats. Per exemple un segment {\displaystyle AB} des del punt {\displaystyle A} al punt {\displaystyle B} te la mateixa llargada que el segment {\displaystyle BA} des del punt {\displaystyle B} al punt {\displaystyle A}, però no son equipol·lents per què la seva orientació és diferent. En l'espai euclidià, dos segments equipol·lents determinen un paral·lelogram.
El concepte d'equipol·lència va ser utilitzat per primer cop per Giusto Bellavitis el 1835, quan encara no s'havia establert el concepte de vector.